# Little Andrews Bay Marine Provincial Park
Little Andrews Bay Marine Provincial Park är en provinspark i provinsen British Columbia i Kanada. Den ligger vid viken Little Andrews Bay på norra sidan av Ootsa Lake i Nechako Reservoir.